# Gewerbeschule Dresdner Straße 250
Die Gewerbeschule auf der Dresdner Straße 250 war ein denkmalgeschütztes Gebäude im Freitaler Stadtteil Deuben. Es wurde um 1850 als Gasthof erbaut und 2006 abgerissen.
Das Haus befand sich zwischen den Einmündungen der Güterstraße und der Krönertstraße in die Dresdner Straße an der der Bahnstrecke Dresden–Werdau zugewandten Straßenseite. Daneben stand ein alter Dreiseithof, der zuletzt einen Fliesenhandel beherbergte. In unmittelbarer Umgebung befinden sich die denkmalgeschützten Wohnhäuser Dresdner Straße 279 und 283 (ehemalige Gaststätte „Wettinburg“).

## Geschichte
Der Bäcker Dobitz erhielt um 1850 die Genehmigung zum Ausschank und zum Betrieb einer Bäckerei. Das Haus erhielt den Namen „Oberer Gasthof“, die Backwaren wurden in Deuben sowie in Dresden und Wilsdruff verkauft. Im Jahr 1854 zerstörte ein Brand die Bäckerei, Dobitz baute nicht erneut auf. Im Jahr 1878 erwarb ein Herr Hanke den Oberen Gasthof und öffnete fortan unter dem Namen „Restaurant zum Gambrinus“. Das Gebäude erfuhr danach einige Aus- und Umbauten, vor allem Ernst Wagner machte sich als Besitzer des Gasthofes einen Namen. Im Volksmund wurde das „Konzert- und Ballhaus“ bald einfach „Wagners Gaststätte“ genannt. Wagner organisierte Auftritte bekannter regionaler Künstler und veranstaltete regelmäßig Feste und Feiern im Gasthof und dem dahinterliegenden Garten.
Nachdem Wagner aus Altersgründen verkaufen musste, wurde das Gebäude kurzzeitig ohne Erfolg als Kino genutzt. Seit 1922 war auch die Gaststätte geschlossen. Später wurden die Räumlichkeiten durch die Thowe-Kamerawerke genutzt, die ihre Produktion von Potschappel nach Deuben verlagerten. Durch die hohe Inflation in der Anfangszeit der Weimarer Republik war jedoch auch diese Nutzung nicht von langer Dauer. Das Unternehmen wurde insolvent, das Haus ging zunächst an eine Dresdner Bank und wurde später von der Stadt Freital gekauft.
Nach der Machtergreifung der Nationalsozialisten 1933 war in dem Gebäude zunächst eine Abteilung des Reichsarbeitsdienstes untergebracht, 1936 ließ man es zur Gewerbeschule umbauen. Als diese wurde es auch nach dem Zweiten Weltkrieg noch genutzt, außerdem fanden in dem Gebäude wiederholt Kunstausstellungen und zu DDR-Zeiten auch Volkskammerwahlen statt. Nach der Wende ging es in den Besitz des Landkreises Freital und später des Weißeritzkreises über und beherbergte zuletzt eine Förderschule.
2006 wurden die Gewerbeschule und der angrenzende Dreiseithof abgerissen, auf dem Gelände entstanden bis 2007 zwei Kaufhallen und ein Parkplatz.